# Don Giovanni
Don Giovanni (K. 527; título completo em italiano:  Il dissoluto punito, ossia il Don Giovanni, lit. O Libertino Punido, ou Don Giovanni) é uma ópera em dois atos com música do compositor austríaco Wolfgang Amadeus Mozart e libreto do autor italiano Lorenzo Da Ponte. Sua primeira apresentação foi realizada em Praga, no Teatro di Praga, especializado em ópera italiana (atualmente chamado de Teatro dos Nobres), em 29 de outubro de 1787. O libreto de Da Ponte foi classificado, assim como muitos outros da época, como um dramma giocoso, termo que descrevia uma obra que continha um misto de ação cômica e séria. Mozart classificou a obra em seu catálogo como uma "opera buffa". Embora por vezes seja ainda hoje em dia classificada como cômica, ela apresenta características de comédia, melodrama e até mesmo elementos sobrenaturais.
A obra, que tem um tempo de duração de aproximadamente duas horas e 45 minutos, é considerada uma das obras-primas da história das óperas. Seu tema, além de ter sido presente na obra de autores como Mozart e Da Ponte, também esteve presente em obras de outras figuras de extrema relevância na história cultural europeia, como E.T.A. Hoffmann e Søren Kierkegaard.
Na medida em que constitui uma obra pertencente aos clássicos do repertório operístico, consta em décima posição na lista das óperas mais executadas em todo o mundo compilada pelo banco de dados online Operabase. Seu tema também inspirou diversos escritores e filósofos.

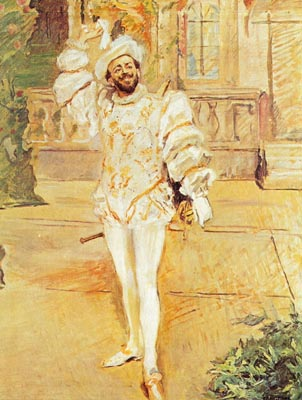
Francisco d'Andrade como Don Giovanni canta a ária "Finch'han dal vino…" (pintura por Max Slevogt, 1902)

## Personagens
| Don Giovanni, um inquietante nobre que seduz as donzelas prometendo casamento, mas as abandona |  |  |  | barítono ou baixo        |
| Leporello, servo de Don Giovanni                                                               |  |  |  | baixo-barítono ou baixo  |
| Comendador, pai de Donna Anna, assassinado por Don Giovanni ao tentar protegê-la do sedutor    |  |  |  | baixo ou baixo profundo  |
| Donna Anna, filha do Comendador                                                                |  |  |  | soprano lírico-dramático |
| Don Ottavio, noivo de Donna Anna                                                               |  |  |  | tenor                    |
| Donna Elvira, nobre seduzida e abandonada por Don Giovanni                                     |  |  |  | soprano ou mezzosoprano  |
| Zerlina, jovem, bela e inocente camponesa seduzida por Don Giovanni                            |  |  |  | soprano ou mezzosoprano  |
| Masetto, o noivo, muito ciumento, de Zerlina                                                   |  |  |  | barítono ou baixo        |
| Camponeses e camponesas, amigos de Masetto e Zerlina                                           |  |  |  | coro                     |
| Servos e guardas de Donna Anna e Don Ottavio                                                   |  |  |  | coro                     |
| Músicos de Don Giovanni                                                                        |  |  |  | coro                     |
| Demônios chamados pela estátua do Comendador para arrastar Don Giovanni até o inferno          |  |  |  | coro                     |

## Sinopse

### Ato I
Exterior da casa de Dona Ana.

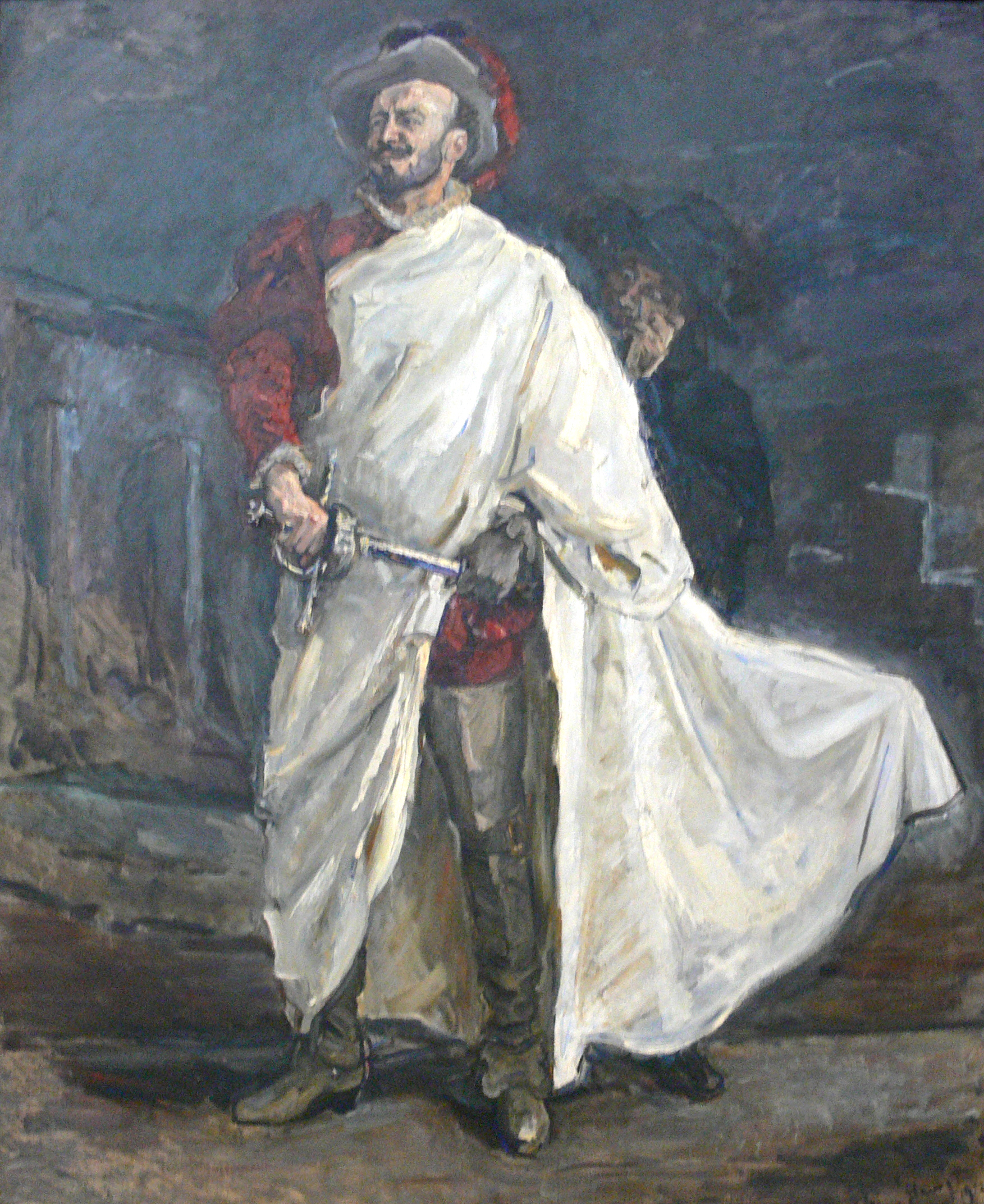
O barítonoFrancisco d'Andrade como Don Giovanni. Pintura de Max Slevogt.

Don Giovanni está lá dentro, mascarado e tentando seduzi-la .
Esperando fora e queixando-se das durezas do seu trabalho, está o criado de Don Giovanni, Leporello.
Aparece Don Giovanni, que sai apressadamente da casa de Dona Ana, que vem atrás dele tentando descobrir a identidade do mascarado sedutor.
Seu velho pai, o Comendador, sai também de dentro e bate-se com Don Giovanni; no duelo, o Comendador é morto de forma traiçoeira . Don Giovanni e Leporello fogem: Ana e seu noivo Don Otávio encontram o cadáver do Comendador.
Dona Ana faz Don Otávio jurar . pelo seu amor por ela . que vingará a morte do comendador.
Don Giovanni e Leporello estão na rua quando aparece uma mulher a cantar canção sobre o amante que a abandonou. Don Giovanni determina-se "consolá-la", mas ao acercar-se descobre que é Dona Elvira, de Burgos, aquela que abandonou.
Escapa dali e deixa a Leporello o cruel trabalho de obrigar Elvira a escutar a lista das conquistas de Don Giovanni.
Numa aldeia próxima
Dois camponeses, Masetto e Zerlina, vão casar-se. Chega Don Giovanni e encarrega Leporello de encontrar Masetto, enquanto ele tenta deslumbrar Zerlina com o seu aristocrático encanto. Don Giovanni está a ponto de declarar-se a Zerlina, quando aparece Elvira que a adverte.
Entram Ana e Otávio e os quatro discutem. Elvira diz que Don Giovanni é um patife e traiçoeiro, enquanto Don Giovanni diz que ela está louca. Dona Ana reconhece Don Giovanni pela voz e quando o mesmo saí. Dona Ana passa mal e profere a Don Otávio que ele era o assassino de seu pai e que agora ele dom Otávio poderia cumprir seu juramento.
Don Giovanni tem intenção de convidar os aldeãos para uma festa e aumentar a sua lista de conquistas.
Nessa altura entra Masetto, ofendido com sua noiva, Zerlina. Mas Zerlina consegue que se reconcilie com ela. Os desejos de vingança de Masetto mostram-se ante o convite para a festa.
Otávio, Ana e Elvira, mascarados, pensam ir à festa atrapalhar Don Giovanni.
No baile toca-se à vez: um minueto (para os senhores), uma contradança (para os aldeãos) e uma dança alemã (que Leporello insiste em que Masetto dance ele).
Don Giovanni tenta de novo conquistar Zerlina e quando ela grita, os convidados escutam a gritaria e isso alerta Masetto  que percebe que Zerlina está em perigo. Ela entra no salão de festa e vai direto aos braços de seu noivo. Os mascarados (Dona Elvira, Dona Ana e Don Otávio) prestam sua solidariedade à moça em prantos e Don Giovanni entra por outra porta e com ele traz Leporello e o acusa de ser a causa dos gritos de Zerlida e de seu pranto. Diz que irá puní-lo de forma extrema. Dom Otávio saca uma pistola e a coloca na cabeça de Don Giovanni e os três retiram as mascaras e afirmam que ele é um tolo em pensar que os mesmos acreditariam naquela mentira criada por ele, e o acusam de seus crime. Então Leporello consegue por uma faca na mão de Don Giovanni e ele assusta os que o acusavam com a faca, enquanto Leporello derruba a pistola na confusão. Don Giovanni e Leporello fogem e são perseguidos pela turba de acusadores .

### Ato II
Don Giovanni muda de objetivo: sua presa é uma criada de Dona Elvira.
E para atingir seu propósito, troca de traje com Leporello.
Prepara agora outra cruel burla a Elvira, cantando debaixo da sua varanda uma apaixonada serenata, em que diz que a ama; quando se cala, Elvira recebe Leporello disfarçado de Don Giovanni e quando volta a estar só, começa a cantar para a criada, acompanhado de bandolim.
Chega Masetto com uns amigos, com o propósito de matar Don Giovanni. Mas este na obscuridade faz-se passar por Leporello, faz sua trama para afastassem de Masetto na procura, então o consegue com sua lábia ficar segurando as armas de fogo carregadas por Masetto e então o desfere golpes e chutes: deixando-no machucado e jogado no meio da rua.
Chega depois Zerlina e consola Masetto.
Elvira e o disfarçado Leporello encontram-se com Zerlina e Masetto e de seguida com Dona Ana e Otávio; pensando que Leporello é Don Giovanni, os quatro ameaçam-no, mas, para surpresa deles, Elvira defende-o e Leporello é obrigado a identificar-se.
Otávio confessa seu amor por Dona Ana e Elvira lamenta ter sido atraiçoada.
No cemitério, para onde haviam fugido, Don Giovanni e Leporello contemplam a estátua do Comendador.
Ouve-se de repente uma voz “do outro mundo”, a da estátua, que recrimina a conduta de Don Giovanni e promete vingança.
Leporello fica aterrorizado; mas Don Giovanni, impávido e audaz, convida a estátua a jantar com ele nessa noite. E o convite é aceito. Dona Ana roga ao seu prometido Otávio, que compreenda sua dor pela morte do pai e concorde em adiar a boda. Está Don Giovanni jantando alegremente em sua casa, enquanto uns músicos e algumas mulheres amenizam o ambiente.
Aparece Elvira suplicando a Don Giovanni que mude de vida, mas este responde com arrogância: “Vivam as mulheres, viva o bom vinho, sustento da glória e da humanidade!”
Quando sai, Elvira dá um espantoso grito por algo que viu lá fora.
E o mesmo sucede com Leporello quando sai a ver o que se passa: é a estátua do Comendador, disposta a cumprir o convite que lhe fez Don Giovanni.
O Comendador entra e diz a Don Giovanni que se arrependa, sem consegui-lo; então dá-lhe a mão e arrasta-o consigo até às chamas do inferno, enquanto se ouve um invisível coro de demónios.
Entram no castelo Dona Elvira, Dona Ana, Don Otávio, Zerlina e Masetto, todos com a ideia de vingança, mas Leporello diz-lhes que o Comendador se antecipou.
Todos agora decidem o seu futuro.
Elvira irá para um convento; Dona Ana guardará um ano de luto, antes de se casar com Don Otávio: Zerlina e Masetto celebram as bodas e Leporello procurará um novo mestre.
Todos, com alegria, dizem ao público que aprendam a lição com o destino de Don Giovanni: “A morte dos pérfidos é sempre igual à sua vida.”

## Orquestração
- 1 cravo (para recitativo secco)
- 1 bandolim
- 1 tímpano
- 2 flautas
- 2 oboés
- 2 clarinetas
- 2 fagotes
- 2 trompas
- 2 trompetes
- 3 trombones
- Instr. de cordas: violinos (primeiros e segundos), violas, violoncelos (para recitativo secco) e contrabaixos (para recitativo secco)

## Árias Famosas

### Ato I
- "Notte e giorno faticar…" - Leporello
- "Là ci darem la mano…" - Don Giovanni & Zerlina
- "Ah! chi mi dice mai…" - Donna Elvira
- "Madamina, il catalogo è questo…" - Leporello
- "Ah, fuggi il traditor…" - Donna Elvira
- "Ho capito, signor, si…" - Masetto
- "Fin ch'han dal vino…" - Don Giovanni
- "Batti, batti, o bel Masetto…" - Zerlina
- "Dalla sua pace…" - Don Ottavio
- "Don Ottavio…Or sai chi l'onore…" - Donna Anna

### Ato II
- "Deh, vieni alla finestra" - Don Giovanni
- "Meta di voi qua vadano" - Don Giovanni
- "Vedrai, carino" - Zerlina
- "Ah, pieta! Signori miei!" - Leporello
- "Il mio tesoro" - Don Ottavio
- "In quali…Mi tradi quell'alma ingrata" - Donna Elvira
- "Don Giovanni, a cenar teco" - Don Giovanni, Leporello & Commendatore
- "Troppo mi…Non mi dir" - Donna Anna